# Banksia verticillata
Banksia verticillata – gatunek dużego krzewu z rodzaju banksja naturalnie występujący jedynie w południowej części Australii Zachodniej w pobliżu miejscowości Albany i Walpole. Australijskie nazwy zwyczajowe to Granite Banksia i Albany Banksia